# Candis Cayne
Candis Cayne (Maui, 29 d'agost de 1971) és una actriu i artista d'actuació estatunidenca. Era coneguda per actuar de drag queen en clubs nocturns de la ciutat de Nova York des dels anys 1990 i va començar la seva transició a una dona trans el 1996. Cayne va atraure a l'atenció el 2007 per interpretar a l'amant transgènere Carmelita en la sèrie de la cadena ABC Dirty Sexy Money. El paper va convertir Cayne en la primera actriu transgènere a interpretar un personatge transgènere recurrent en horari de màxima audiència.

## Biografia
Candis Cayne va néixer el 1971 a Maui. Té un germà bessó anomenat Dylan. Els seus pares ensenyen en una escola Waldorf i la família vivia al campus. Es va graduar per l'escola de secundària Baldwin de Maui el 1989 i després va passar un any a Los Angeles, on es va entrenar com a ballarina.
Cayne es va traslladar a Nova York a principis de 1990, fent-se un nom com a coreògrafa i intèrpret drag. Sense saber què era un transsexual fins que va viure a Nova York, tres anys després de la seva arribada Cayne es va adonar que el terme descrivia com se sentia ella mateixa. Ja actuant com a Candis Cayne al bar gai de Nova York Boy Bar i com a artista al barri de Chelsea (Manhattan), l'actriu també va participar en Wigstock, el festival anual drag organitzat a East Village.
El 1996 va tenir un paper secundari en la pel·lícula de comèdia dramàtica Always Something Better. El 1997 Cayne va coprotagonitzar el vídeo musical de RuPaul de "A Little Bit of Love" amb Jazzmun. Cayne també va actuar com el personatge principal en la pel·lícula independent Mob Queen (1998) i va guanyar el concurs Miss Continental de 2001. En 2007 va interpretar Annaka Manners a la pel·lícula de RuPaul Starrbooty (2007).
Els anys 2007 i 2008 va interpretar Carmelita Rainer, una dona trans que té un afer amb fiscal general de Nova York Patrick Darling, que està casat, en la sèrie d'ABC Dirty Sexy Money. Va tenir un paper habitual com a personatge transgènere Alexis Stone a la sisena temporada de Nip/Tuck. Cayne ha aparegut com a jutge i degana de dansa de RuPaul's Drag U. Com a professora de ball, va ensenyar als concursants la coreografia original de "No Scrubs" de TLC i de la cançó de Kelis "Milkshake". El 2011 va ser l'estrella convidada al programa de televisió Necessary Roughness com a Geraldine.
El 2015 Cayne va començar a aparèixer en la primera i segona temporades del programa de telerealitat de Caitlyn Jenner I Am Cait.

## Activisme i vida personal
Cayne va començar la transició cap a l'any 1996. Cayne va afirmar: "No estic intentant ser una portaveu de la comunitat transgènere; només vull ser vista com un ésser viu, que respira i que és feliç". Anomena la comunitat LGBT com "l'últim gran minoria" i dona suport a la GLAAD. L'agost de 2015 Candis Cayne es va associar amb la xarxa social mundial LGBT MOOVZ com a directora creativa global.

## Filmografia

### Cinema
| Any  | Títol                                            | Paper            | Notes                  |
| ---- | ------------------------------------------------ | ---------------- | ---------------------- |
| 1995 | Wigstock: The Movie                              | Ella mateixa     | Com a Brendan McDaniel |
| 1995 | Stonewall                                        | Diva             |                        |
| 1995 | To Wong Foo, Thanks for Everything! Julie Newmar | Candis Cayne     | Com a Brendan McDaniel |
| 1996 | Always Something Better                          | Billee           |                        |
| 1998 | Mob Queen                                        | Glorice Kalsheim |                        |
| 1999 | Charlie!                                         | Curtmetratge     |                        |
| 1999 | In the Closet                                    |                  |                        |
| 2006 | My Heart Belongs to Data                         | Candis           | Curtmetratge           |
| 2007 | Starrbooty                                       | Annaka Manners   |                        |
| 2008 | Libanesa Loira                                   | Libanesa         | En portuguès           |
| 2011 | Making The Boys                                  | Ella mateixa     |                        |
| 2012 | Meth Head                                        | Pinkie           |                        |
| 2012 | Groom's Cake                                     | Candis           | Curtmetratge           |
| 2014 | Crazy Bitches                                    | Vivianna         |                        |

### Televisió
| Any     | Títol                     | Paper            | Notes                              |
| ------- | ------------------------- | ---------------- | ---------------------------------- |
| 2007    | CSI: NY                   | Quentin Conrad   | Episodi "The Lying Game"           |
| 2008    | Sordid Lives: The Series' | Terapeuta #19    | Episodi "An Audacious Affair"      |
| 2007–08 | Dirty Sexy Money          | Carmelita Rainer | 11 episodis                        |
| 2009    | Nip/Tuck                  | Alexis Stone     | 2 episodis                         |
| 2010    | Drop Dead Diva            | Allison Webb     | Episodi "Queen of Mean"            |
| 2011    | Necessary Roughness       | Geraldine        | Episodi "Dream On"                 |
| 2011    | RuPaul's Drag U           | Ella mateixa     | Episodi: "Naughty Nurses"          |
| 2012    | She's Living for This     | Ella mateixa     | Episodi "The Candis Cayne Episode" |
| 2012–15 | RuPaul's Drag Race        | Ella mateixa     | 3 episodis                         |
| 2013–14 | Elementary                | Ms. Hudson       | 3 episodis                         |
| 2015–16 | I Am Cait                 | Ella mateixa     | 14 episodis                        |
| 2016    | Heartbeat                 | Ava              | Episodi: "Permanent Glitter"       |

### Videoclips
| Any  | Títol                  | Autor  | Notes               |
| ---- | ---------------------- | ------ | ------------------- |
| 1997 | "A Little Bit of Love" | RuPaul | Ballarina           |
| 1999 | "No Scrubs"            | TLC    | Professora de dansa |
| 2003 | "Milkshake"            | Kelis  | Professora de dansa |